# Le Capitaine Kidd
Pour les articles homonymes, voir Captain Kidd et Capitaine Kidd.
Pour plus de détails, voir Fiche technique et Distribution.
Le Capitaine Kidd (Captain Kidd) est un film américain réalisé par Rowland V. Lee, sorti en 1945.

## Synopsis
Au large de Madagascar, des pirates, dont à la tête est le capitaine Kidd, coulèrent le navire "Les Douze Apôtres", commandé par le capitaine Blayne. Dans cette expédition, ils récupérèrent un coffre chargé d'immenses richesses. Les cinq hommes enterrèrent le butin dans une grotte non loin.

Trois années plus tard, le capitaine Kidd est à Londres et a comme ambition d'être anobli et de récupérer son magot, donc pour accomplir cet objectif, il suit des cours de maintien et essaie d'obtenir les faveurs du roi : finalement il réussit à être à la tête d'une mission, escorter un navire de la plus importance venant d'Inde avec à son bord lui aussi une fortune. Pour cela, on lui attribue un bateau et il doit constituer un équipage. Il recrutera essentiellement d'anciens pirates qui sont emprisonnés, dont un homme qui sort du lot, probablement un ancien gentilhomme.

Les préparatifs enfin terminés, ils partent sur les routes maritimes et font le tour de l'Afrique. Arrivés au large de Madagascar, ils rencontrent le bateau venant d'Inde.
Que va faire le Capitaine Kidd par rapport au trésor enterré dans la région et par rapport à la mission qu'on lui a confié? Or depuis le début c'est un homme qui fait preuve d'aucun scrupule puisque pour ne pas partager, il a déjà éliminé trois de ses partenaires...

## Fiche technique
Source : Internet Movie Database
- Titre original : Captain Kidd
- Titre français : Le Capitaine Kidd
- Réalisation : Rowland V. Lee
- Scénario : Norman Reilly Raine d'après une histoire de Robert N. Lee
- Direction artistique : Charles Odds
- Musique : Werner Janssen
- Décors :
- Costumes : Greta
- Photographie : Archie Stout
- Son :
- Montage :
- Production : Benedict Bogeaus
  - Production déléguée : James Nasser
- Société de production : Benedict Bogeaus Production et Captain Kidd Productions
- Distribution :  États-Unis : United Artists
- Budget :
- Pays de production :  États-Unis
- Format : Noir et blanc - Son : Monophonique (Western Electric Mirrophonic Recording) - 1,37:1 - Format 35 mm - Longueur bobine : 2.450,25 mètres
- Genre : Film d'aventure, Film de pirates
- Durée : 90 minutes
- Dates de sortie :
  - États-Unis : 22 novembre 1945 à New York
  - France : 11 décembre 1946

## Distribution
| - Charles Laughton : Capitaine William Kidd - Randolph Scott : Adam Mercy - Barbara Britton : Lady Anne Dunstan - John Carradine : Orange Povey - Gilbert Roland : Jose Lorenzo - John Qualen : Bart Blivens - Sheldon Leonard : Cyprian Boyle - William Farnum : Capitaine Rawson - Henry Daniell : le roi William III - Reginald Owen : Cary Shadwell - Lumsden Hare (non crédité) : Lord Fallsworth |

## Distinctions
Source : Internet Movie Database

### Nominations
- 1946 : Nommé à l'Oscar de la meilleure partition pour un film dramatique ou une comédie pour Werner Janssen

#### Le film en VO
- Captain Kidd, disponible gratuitement sur Internet Archive (domaine public)

#### Autre
- Ressources relatives à l'audiovisuel :   - AllMovie
  - Allociné
  - American Film Institute
  - Cinémathèque québécoise
  - Filmweb.pl
  - IMDb
  - LUMIERE
  - Movie Review Query Engine
  - OFDb
  - Rotten Tomatoes
  - The Movie Database